# Provolone
Il provolone è un formaggio a pasta filata caratterizzato dal fatto che è il maggior esponente di questa famiglia latticina.

## Descrizione
Assume forme talvolta originali, a pera, a tronco di cono, a grappolo o a "salsiccia".
È un formaggio di latte vaccino, a pasta pressata non cotta, del peso medio di 5 kg, che assume sapore piccante durante la stagionatura. Questa lieve ma persistente piccantezza in bocca è generalmente dovuta all'uso di caglio di capretto. Esiste anche un provolone dolce, per il quale si utilizza caglio di vitello.
Il suo periodo di degustazione ottimale va da giugno a ottobre, dopo la stagionatura.
Si mangia tagliato a striscioline sottili su un piatto, con un filo d'olio d'oliva, un po' di sale, pepe e qualche erba aromatica.
Viene utilizzato anche come condimento per la pizza.

## Storia
Origine del Provolone: Sud Italia
La tecnica della pasta filata, da cui deriva il Provolone, ha origini nel Sud Italia, in regioni come Campania, Puglia e Molise, dove si producono formaggi come la provola. 
L'incontro tra la tradizione del Sud e la disponibilità di latte nella Valle Padana portò alla nascita anche del Provolone Valpadana. 
L'influenza dell'Unità d'Italia:
L'unificazione del paese favorì lo spostamento di casari meridionali nel Nord, portando con sé le loro tecniche di produzione. 
Provolone del Monaco DOP:
Un esempio specifico è il Provolone del Monaco DOP, prodotto nella zona dei Monti Lattari, in provincia di Napoli, con latte di vacca Agerolese, che è un prodotto molto pregiato. 
Auricchio:
Un nome storico nella produzione del Provolone è Auricchio, originario della Campania, che ha contribuito alla diffusione del formaggio sia in Italia che all'estero.

## Produzione
Presenta notevole varietà di forme e peso: a salame, a melone/pera, tronco-conica e a fiaschetta.
Le due tipologie principali sono:
- dolce con utilizzo di caglio di vitello e stagionature non superiori a 2/3 mesi
- piccante con utilizzo di caglio in pasta di capretto con stagionatura da tre mesi a un anno

Entrambe queste varianti possono essere affumicate generando interessanti combinazioni tra sapore ed aroma. Le forme più grandi vengono fatte stagionare più a lungo, anche oltre l'anno.

## Valori nutrizionali per 100g
| Nome        | Quantità          |
| ----------- | ----------------- |
| Energia     | 351 kcal 1 470 kJ |
| Proteine    | 25,6 g            |
| Grassi      | 26,6 g            |
| Carboidrati | 2,14 g            |
| Zuccheri    | 0,56 g            |
| Calcio      | 756 mg            |
| Fosforo     | 496 mg            |